# The Turmoil (film fra 1924)
The Turmoil er en amerikansk stumfilm fra 1924 instrueret af Hobart Henley.

## Medvirkende
- Emmett Corrigan som James Sheridan, Sr.
- George Hackathorne som Bibbs Sheridan
- Edward Hearn som Roscoe Sheridan
- Theodore von Eltz som James Sheridan, Jr.
- Eileen Percy som Sybil
- Pauline Garon som Edith Sheridan
- Eleanor Boardman som Mary Vertrees
- Winter Hall som Henry Vertrees
- Kitty Bradbury som Mrs. Henry Vertrees
- Kenneth Gibson som Bobby Lamhorn